# Piplärkan 10

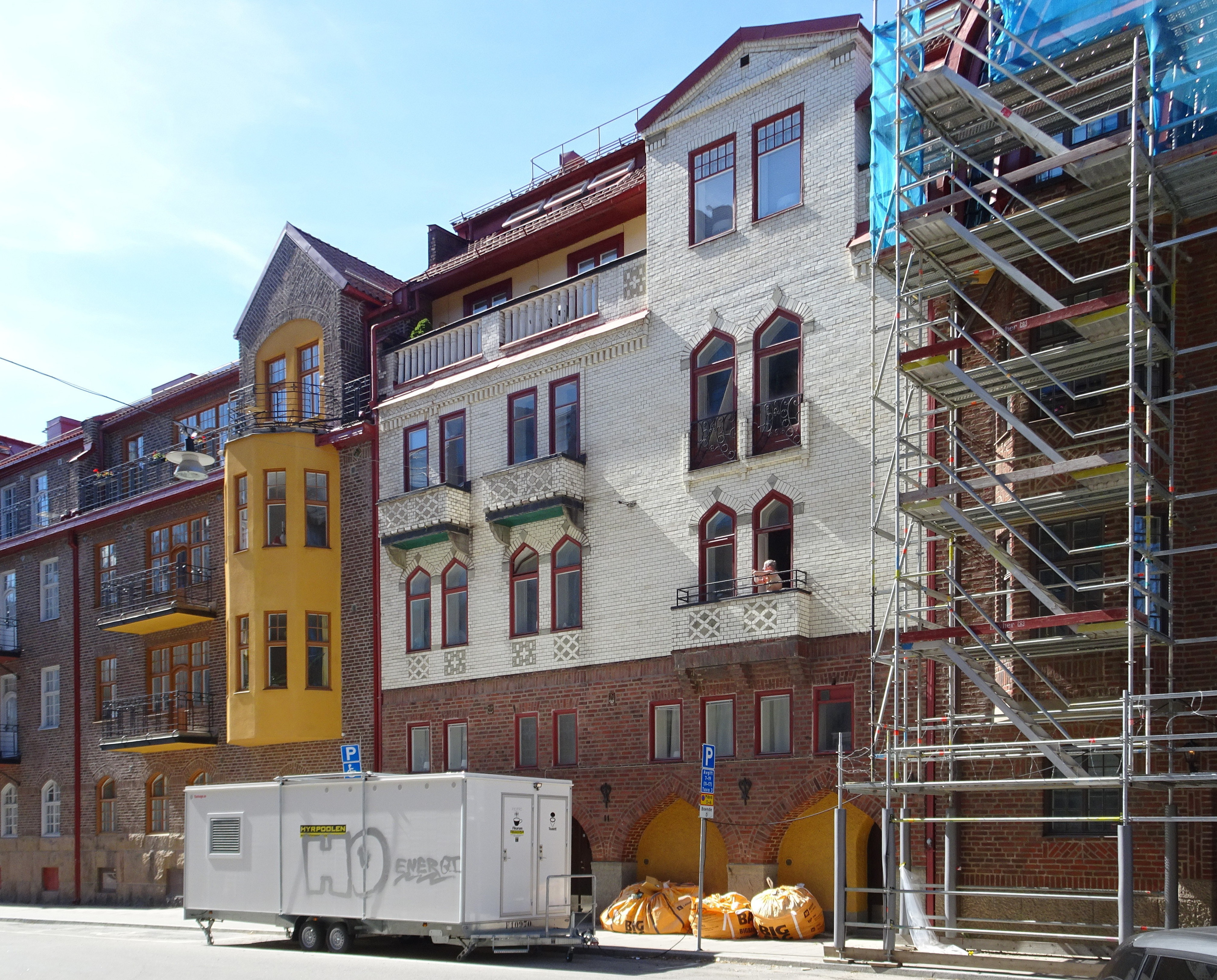
Piplärkan 10, Uggelviksgatan 11, augusti 2022.

Piplärkan 10 är en kulturhistoriskt värdefull fastighet i kvarteret Piplärkan i Lärkstaden på Östermalm i Stockholm. Den ursprungliga stadsvillan vid Uggelviksgatan 11 uppfördes 1912–1913 efter ritningar av arkitekt Ivar Engström. Fastigheten är grönmärkt av Stadsmuseet i Stockholm, vilket innebär "särskilt värdefull från historisk, kulturhistorisk, miljömässig eller konstnärlig synpunkt".

## Byggnadsbeskrivning

### Allmänt

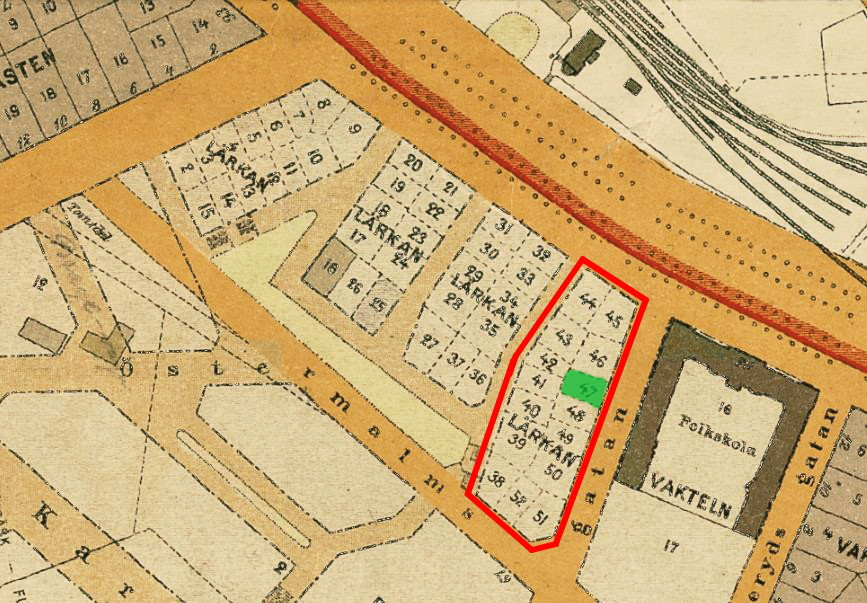
Kvarteret Lärkan, tomt nr 47 (nuvarande Piplärkan 10), 1909.

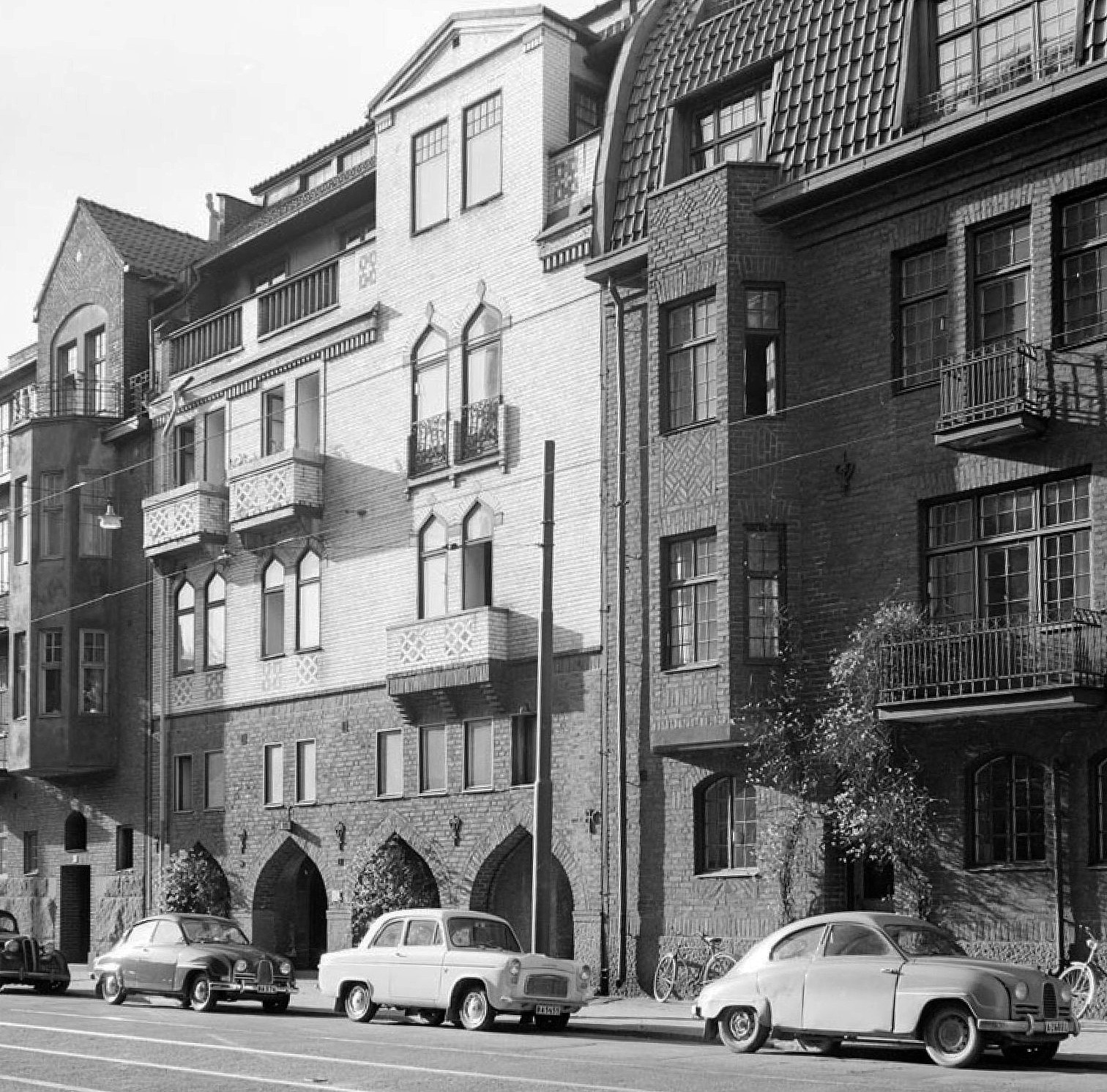
Piplärkan 1962, till höger skymtar Piplärkan 9.

Tomten nummer 47 i kvarteret Lärkan (sedermera namnändrad till Piplärkan 10) vid Uggelviksgatan 11 köptes i oktober 1911 av Nikolaus Bondén (1872-1915). Fastigheten omfattade en areal om 308,6 kvadratmeter ”å fri och egen grund”. Till egendomen hörde även mark för en liten trädgård i nordväst. Bondén var både byggherre och byggmästare. Han uppförde villan mellan 1911 och 1913 varpå han sålde egendomen till bankiren Filip Enhöring. 1918 ägdes Piplärkan 10 av kaptenen  Carl Gustaf von Otter.

### Exteriör
Huset byggdes i tre våningar samt en indragen vindsvåning. Med sina fasader i vit glaserat tegel avviker huset starkt från sina grannbyggnader som huvudsakligen uppfördes i mörkt rödbrunt murtegel. Rött tegel finns bara mot gatan i höjd med bottenvåningen som domineras av en spetsbågig blindarkad bestående av fyra valv med fyllningar i gulfärgat spritputs. I ett av dem ligger den indragna huvudentrén som inramas av mönsterhuggen granit. Sockeln är av granit. Mot gatan märks tre balkonger med räcken i mönstermurat vitt tegel och grå puts. Fönstren är både raka och spetsbågiga. Under takfoten löper ett tandsnitt. En del av fasaden är förhöjd och utformad som fronton. Två dekorativa ankarslut markerar husets gatunummer "No" och "11" i smide.
Den egenvilliga stilen illustrerar Lärkans omväxlande gestaltning som både kritiserats för att vara ”brokig” och rosats för sin ”arkitektoniska mångfald”. Medan nationalromantiken och jugend dominerar lärk-kvarteret visar Piplärkan 10 drag av venetianskt arkitektur från 1500-talet. Liknande formgivning tillämpade Ivar Engström även för Piplärkan 13 och Sånglärkan 11. Stilen var modern i Stockholm kring sekelskiftet 1900 och finns bland annat på Hallwylska palatset, Konstnärshuset och Linné-Teatern.

### Interiör
Piplärkan 10 uppfördes som stadsvilla för en enda familj. Trots stränga stadsplanebestämmelser som syftade till att förhindra uthyrning av lägenheter lyckades byggherren att kunna erbjuda tre hyresrätter på våning en trappa: två enrummare med wc och en dubblett med dusch och wc, alla utan kök. Dubbletten markerades på ritning med ”mottagningsrum” och ”sovrum med alkov”. Ägarens bostad låg på våningarna två och tre. 1937 byggdes våning tre om till en separat lägenhet.
Rumsfördelningen enligt arkitektritningarna från 1911 var följande:
- Bottenvåning – huvudentré, huvudtrappa, portvaktsrum, ”kontor”, pannrum, ved- och kolkällare, matkällare
- Våning 1 trappa – huvudtrappa, två enkelrum, en dubblett, kökstrappa
- Våning 2 trappor – stor hall med öppen spis, matsal och ”mottagningsrum” (mot gatan) samt herrum, kök, serveringsrum och kökstrappa (mot gården)
- Våning 3 trappor – övre hall, sängkammare med öppen spis, tre barnkammare, badrum med badkar och dusch, gästrum, jungfrukammare

Fasaddetaljer
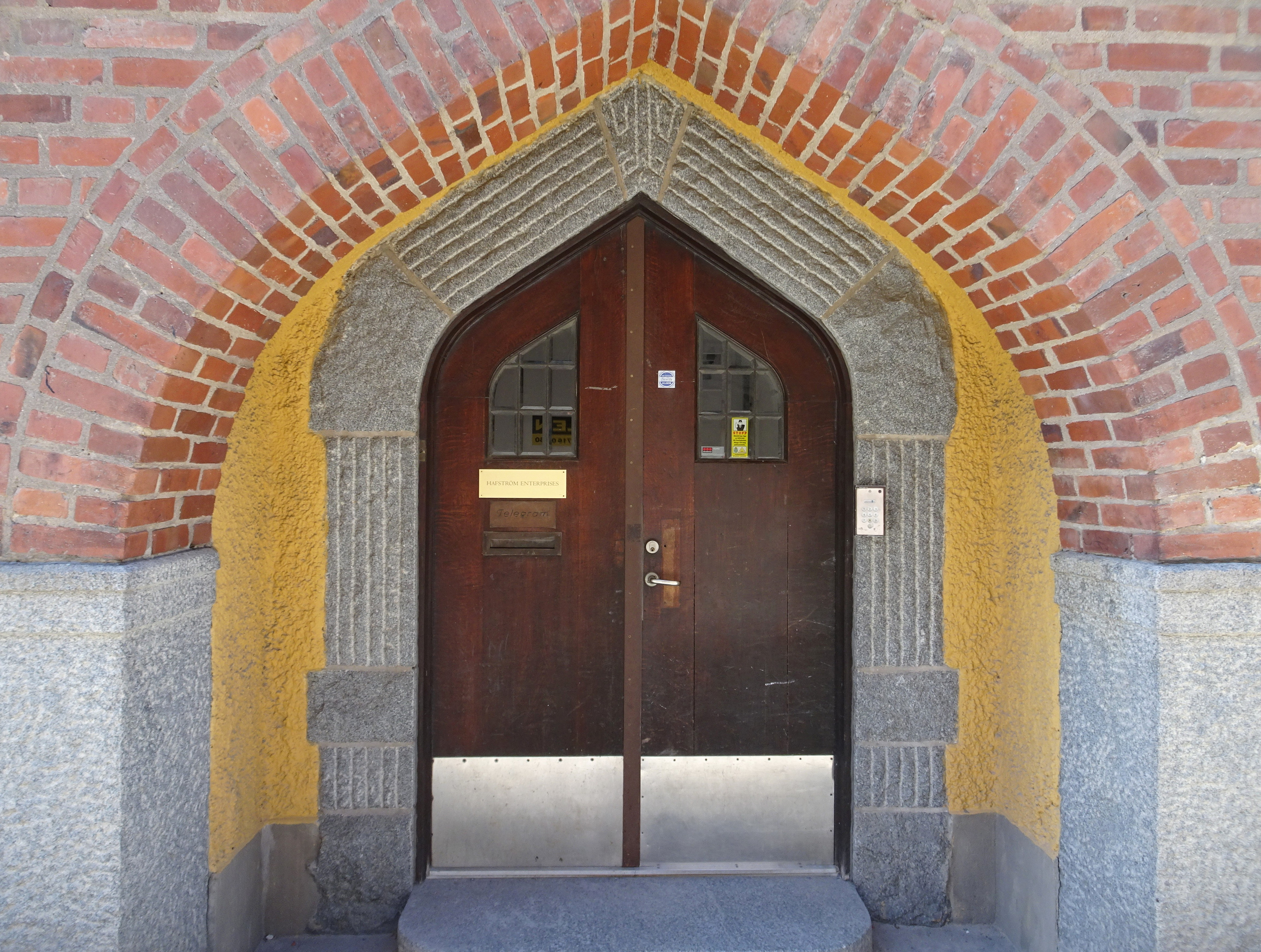
Entré.
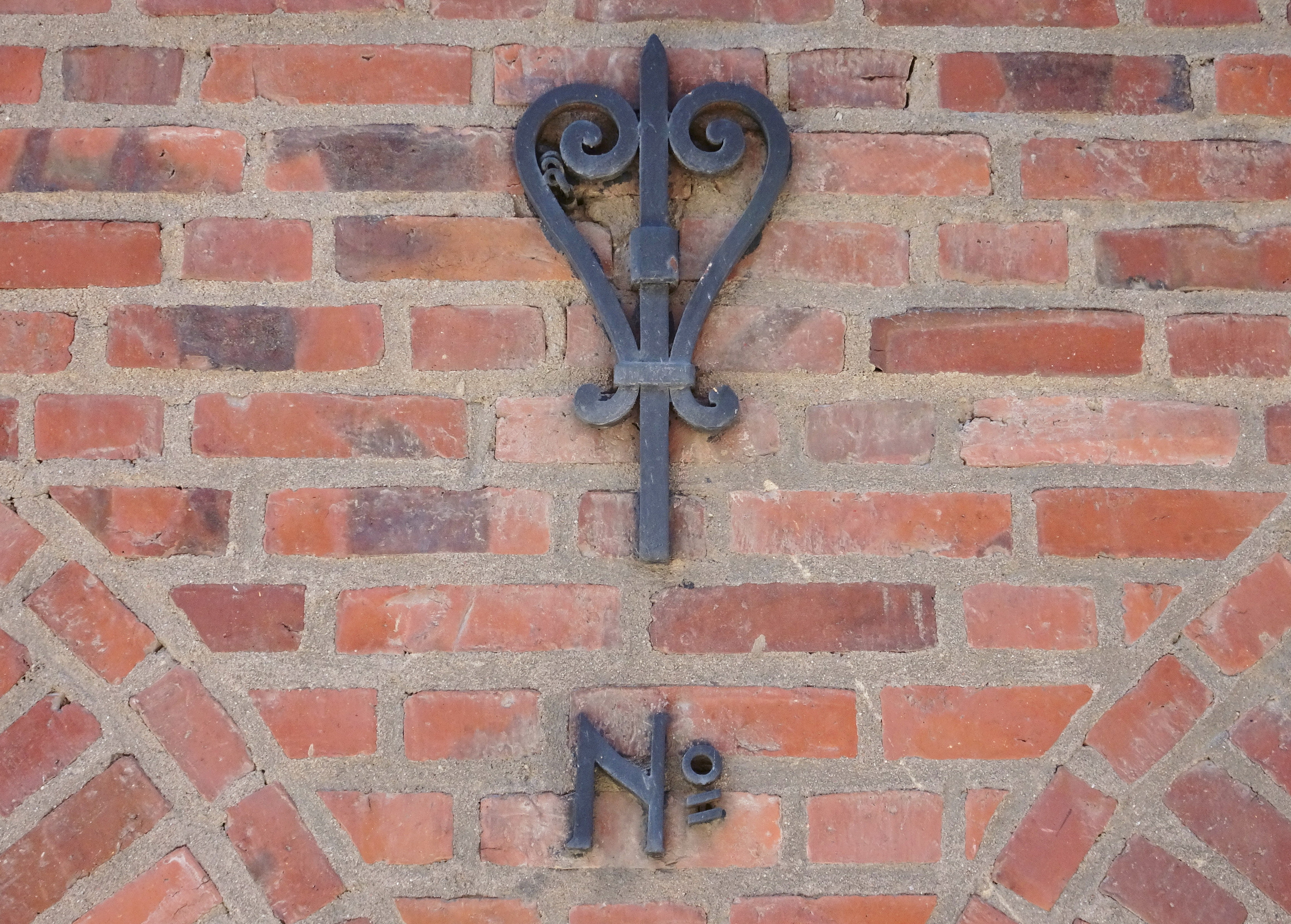
Ankarslut och "No"
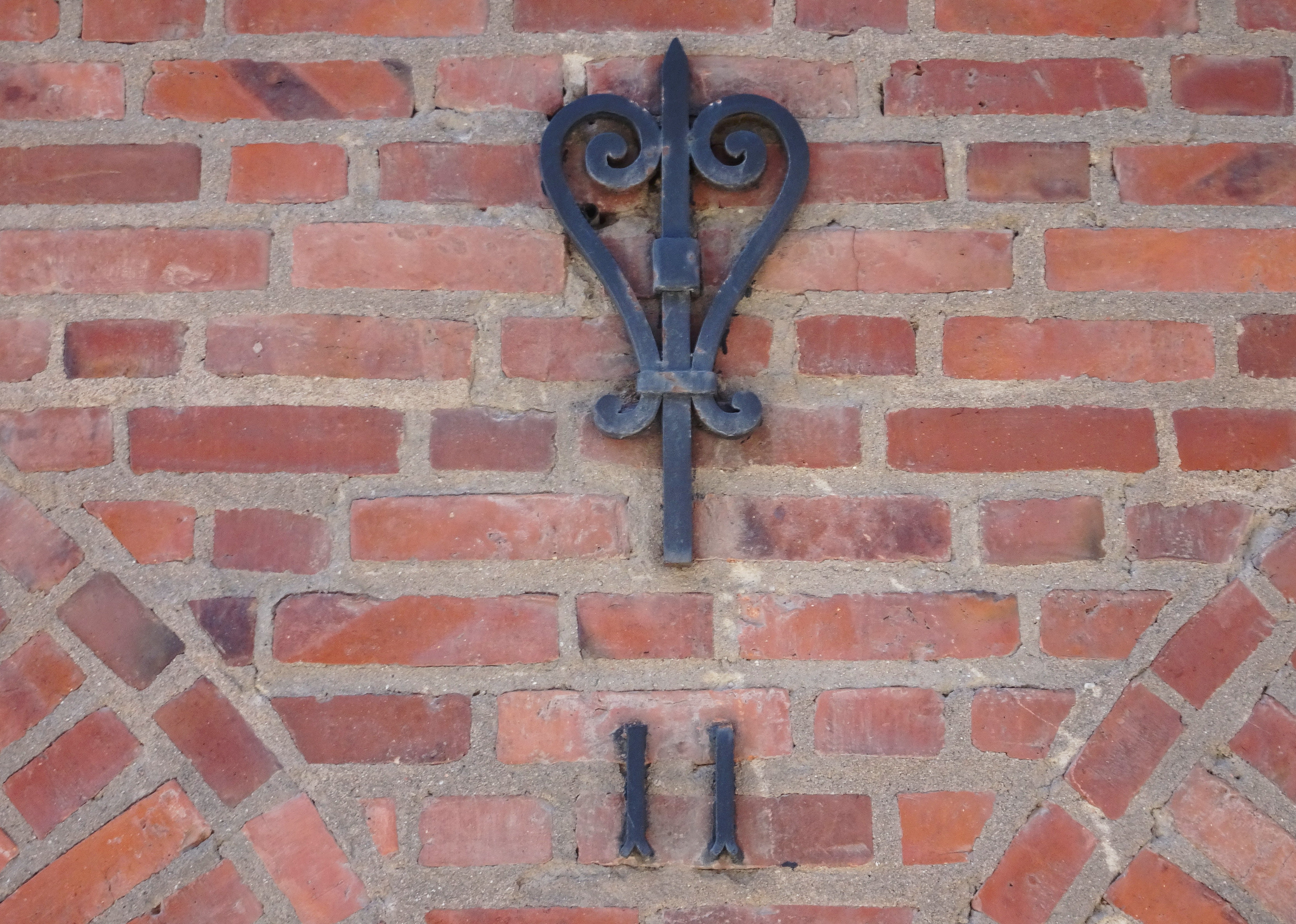
Ankarslut och "11".
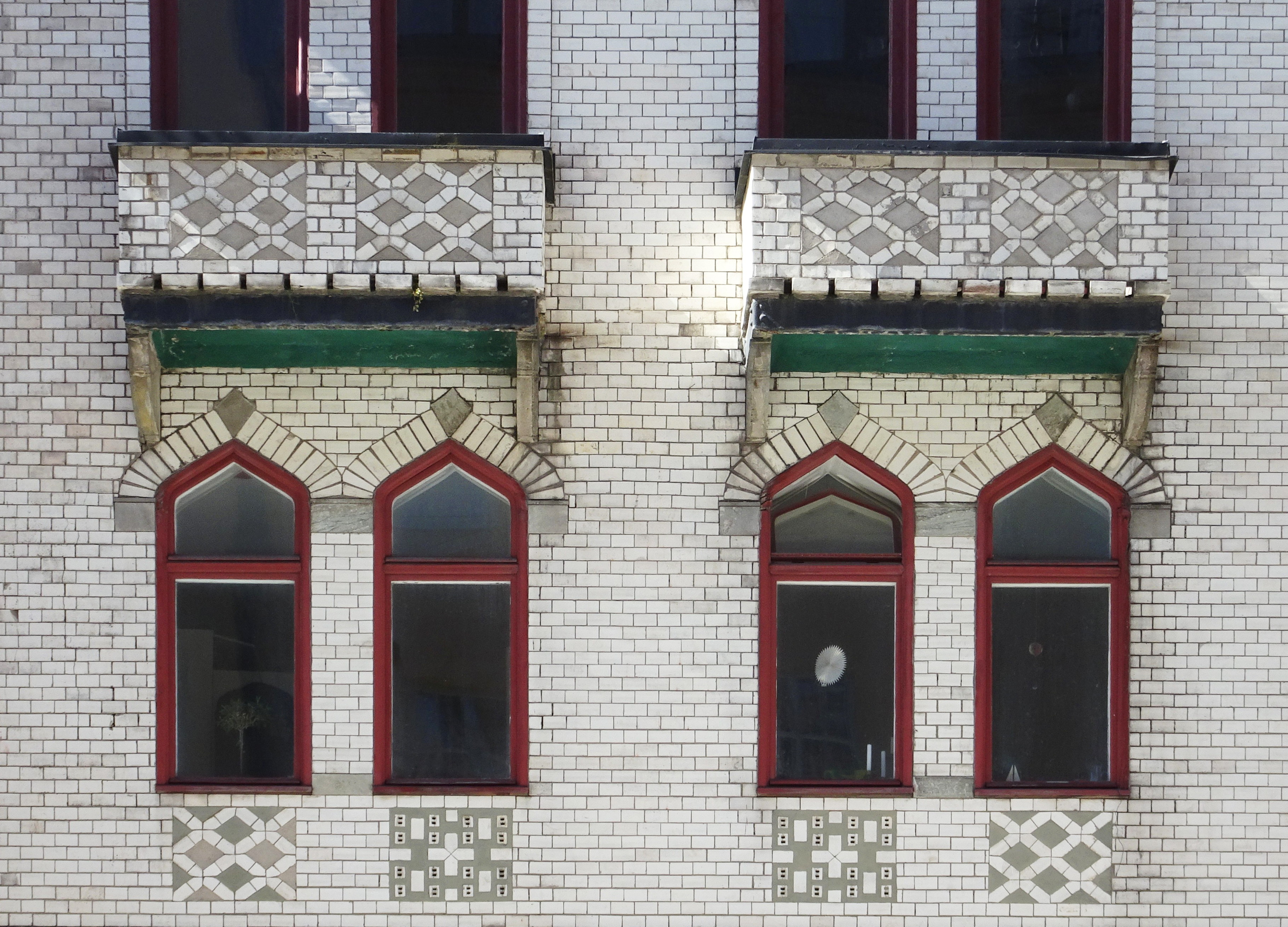
Balkonger och spetsbågiga fönster.